# GP van Zweden MX1 2006
De Grote Prijs van Zweden 2006 in de MX1-klasse motorcross werd gehouden op 2 juli 2006 op het circuit van Uddevalla. Het was de negende Grote Prijs van het wereldkampioenschap. 
Voor Stefan Everts was het de 96e GP-overwinning. Hij won opnieuw beide reeksen, hoewel hij in de tweede reeks pas in de laatste ronde na een lange achtervolging de vermoeide Steve Ramon kon voorbijrijden.

## Uitslag eerste reeks
| Plaats | Naam                  | Land |
| ------ | --------------------- | ---- |
| 1      | Stefan Everts         | BEL  |
| 2      | Jonathan Barragán     | ESP  |
| 3      | Joshua Coppins        | NZL  |
| 4      | Steve Ramon           | BEL  |
| 5      | Tanel Leok            | EST  |
| 6      | Kevin Strijbos        | BEL  |
| 7      | Gordon Crockard       | IRL  |
| 8      | Ken De Dycker         | BEL  |
| 9      | Francisco García Vico | ESP  |
| 10     | James Noble           | GBR  |

## Uitslag tweede reeks
| Plaats | Naam                  | Land |
| ------ | --------------------- | ---- |
| 1      | Stefan Everts         | BEL  |
| 2      | Steve Ramon           | BEL  |
| 3      | Kevin Strijbos        | BEL  |
| 4      | Gordon Crockard       | IRL  |
| 5      | Joshua Coppins        | NZL  |
| 6      | Kornél Németh         | HUN  |
| 7      | Francisco García Vico | ESP  |
| 8      | James Noble           | GBR  |
| 9      | Ken De Dycker         | BEL  |
| 10     | Julien Bill           | SUI  |

## Eindstand Grote Prijs
| Plaats | Naam                  | Land | Punten |
| ------ | --------------------- | ---- | ------ |
| 1      | Stefan Everts         | BEL  | 50     |
| 2      | Steve Ramon           | BEL  | 40     |
| 3      | Joshua Coppins        | NZL  | 36     |
| 4      | Kevin Strijbos        | BEL  | 35     |
| 5      | Gordon Crockard       | IRL  | 32     |
| 6      | Francisco García Vico | ESP  | 26     |
| 7      | Ken De Dycker         | BEL  | 25     |
| 8      | James Noble           | GBR  | 24     |
| 9      | Jonathan Barragán     | ESP  | 22     |
| 10     | Kornél Németh         | HUN  | 19     |
| 11     | Julien Bill           | SUI  | 19     |

## Tussenstand wereldkampioenschap
| Plaats | Naam                  | Land | Punten |
| ------ | --------------------- | ---- | ------ |
| 1      | Stefan Everts         | BEL  | 442    |
| 2      | Kevin Strijbos        | BEL  | 320    |
| 3      | Tanel Leok            | EST  | 294    |
| 4      | Steve Ramon           | BEL  | 294    |
| 5      | Ken De Dycker         | BEL  | 292    |
| 6      | Jonathan Barragán     | ESP  | 212    |
| 7      | Francisco García Vico | ESP  | 165    |
| 8      | Pascal Leuret         | FRA  | 159    |
| 9      | Cédric Melotte        | BEL  | 157    |
| 10     | Manuel Priem          | BEL  | 146    |
| 11     | Julien Bill           | SUI  | 145    |
| 12     | James Noble           | GBR  | 132    |
| 13     | Brian Jørgensen       | DEN  | 131    |
| 14     | Marvin Van Daele      | BEL  | 127    |
| 15     | Antti Pyrhönen        | FIN  | 106    |
| 16     | Sébastien Tortelli    | FRA  | 99     |
| 17     | Gordon Crockard       | IRL  | 86     |
| 18     | Danny Theybers        | BEL  | 84     |
| 19     | Joshua Coppins        | NZL  | 72     |
| 20     | Alex Salvini          | ITA  | 55     |